# AsciiDoc
AsciiDoc — человекочитаемый язык разметки обычного текста, созданный как простая альтернатива XML-формату DocBook. По сравнению с Markdown обеспечивает лучшую поддержку сложных таблиц, замечаний, перекрёстных ссылок, встроенного YouTube-видео, позволяя без включений HTML-разметки и JavaScript-кода оформлять сложную документацию. Файлы AsciiDoc можно создавать с помощью любого текстового редактора, а для чтения не нужны никакие другие инструменты — разметка AsciiDoc интуитивно понятна обычному человеку, поскольку опирается на исторически сложившуюся практику оформления текста в электронных письмах и подобных документах.
AsciiDoc часто используют для создания документации, автоматически конвертируя генератором его перед публикацией в более популярные форматы, такие как HTML, PDF, TeX, справочные страницы Unix, электронные книги.
Распространёнными расширениями файлов AsciiDoc являются txt (как рекомендуется создателем AsciiDoc) и adoc.
Создан в 2002 году Стюартом Рэкхэмом для использования с написанными им на языке программирования Python инструментами — asciidoc, конвертирующим документы в форматы HTML и DocBook, и a2x, переводящим AsciiDoc-тексты в формат справочных страниц Unix. В 2013 году был выпущен конвертер Asciidoctor, который широко используется на GitHub и GitLab. Эта реализация также доступна в экосистеме Java с использованием JRuby и в экосистеме JavaScript с использованием Opal.js.
Среди применяющих формат — издательство O’Reilly (в системе Atlas для создания и публикации книг) и проект Git (большая часть документации пишется на AsciiDoc).
Формат проходит процедуру стандартизации в Eclipse Foundation. AsciiDoc® и AsciiDoc Language™ являются зарегистрированными торговыми марками Eclipse Foundation.

## Пример
Текст с использованием разметки AsciiDoc и его визуализация, аналогичная той, которая создаётся процессором AsciiDoc:
| Исходный текст AsciiDoc |
| --- |
| = Моя статья В. Пупкин https://wikipedia.org[Википедия] — это онлайн-энциклопедия, доступная на русском и *многих* других языках. == Программное обеспечение Вы можете установить 'имя пакета', используя команду `apt`: ---- apt install имя-пакета ---- == Материалы Самые твёрдые материалы в природе: * фуллерит * лонсдейлит * алмаз |

| HTML-визуализация разметки |
| --- |
| Моя статья В. Пупкин Википедия — это онлайн-энциклопедия, доступная на русском и многих других языках. Программное обеспечение Вы можете установить имя пакета, используя команду apt: apt install имя-пакета Материалы Самые твёрдые материалы в природе: - фуллерит - лонсдейлит - алмаз |